# Modesto Vegas y Vegas
Blahoslavený Modesto Vegas y Vegas (24. února 1912, La Serna – 27. července 1936, Llissá de Munt) byl španělský římskokatolický kněz, řeholník Řádu menších bratří konventuálů a mučedník.

## Život
Narodil se 24. února 1912 v La Serna. Navštěvoval školu ve své rodné obci a roku 1924 nastoupil do františkanského semináře v Granollers. Roku 1929 složil své věčné sliby. Poté odešel do Ósima, kde studoval a roku 1934 přijal kněžské svěcení. Poté se vrátil do Španělska a působil v Granollers.
Když v červenci roku 1936 vypukla španělská občanská válka a milice pronásledovala katolickou církev, otec Modesto se 19. července ukryl u františkánské terciářky, kde pracovala jeho sestra Carmen. Zde zůstal až do 27. července. Odpoledne opustil se svou sestrou úkryt a chtěl odejít do bezpečí nemocnice v Granollers. V této době nosil civilní oblečení, aby jej nepoznali. Na cestě jej však zastavily dětí a pozdravily jej "Dobrý den, otče Modesto", což uslyšela milice a okamžitě jej i s jeho sestrou zatkla.
Po výslechu byla jeho sestra propuštěna, avšak otec Modesto byl zadržován. Stejného dne byl po krutém výslechu a mučení odvezen do lesa v Can Moncada (Llisá de Munt) a zde byl kolem 19:00 zastřelen. Po třech dnech bylo tělo vhozeno do masového hrobu.

## Proces blahořečení
Jeho proces blahořečení byl zahájen 15. října 1953 v arcidiecézi Barcelona a to spolu s dalšími pěti spolubratry františkány konventuály.
Dne 26. března 1999 uznal papež sv. Jan Pavel II. jejich mučednictví. Blahořečeni byli 11. března 2001 ve skupině José Aparicio Sanz a 232 společníků.